# Patelná
Patelná är en ort i Mexiko.   Den ligger i kommunen Tumbalá och delstaten Chiapas, i den sydöstra delen av landet, 800 km öster om huvudstaden Mexico City. Patelná ligger 868 meter över havet och antalet invånare är 597.
Terrängen runt Patelná är huvudsakligen kuperad, men åt sydväst är den bergig. Runt Patelná är det ganska tätbefolkat, med 54 invånare per kvadratkilometer. Närmaste större samhälle är Yajalón, 18,4 km väster om Patelná. I omgivningarna runt Patelná växer i huvudsak städsegrön lövskog.